# Hellbound: Hellraiser II
Hellbound: Hellraiser II is een Britse horrorfilm uit 1988 onder regie van Tony Randel. Deze werd genomineerd voor Saturn Awards voor beste film en beste bijrolspeelster (Clare Higgins) en de prijs voor beste film op het Filmfestival van Sitges 1988. De filmmuziek van Christopher Young won daadwerkelijk een Saturn Award.
Hellbound: Hellraiser II is het eerste vervolg op Hellraiser uit 1987 en gaat verhaaltechnisch verder waar het eerste deel ophield. De acteurs bleven grotendeels dezelfde, hoewel hoofdpersonage Larry Cotton (Andrew Robinson) niet terugkeert. De film werd zelf in 1992 opgevolgd door Hellraiser III: Hell on Earth. Hellraisers geestelijk vader, regisseur van de eerste film en schrijver van het boek waarop die gebaseerd werd Clive Barker was bij Hellbound: Hellraiser II betrokken als uitvoerend producent.

## Inhoud

### Proloog
Wanneer Elliot Spencer (Doug Bradley) in het bezit komt van de Lament Configuration puzzeldoos, opent hij door de delen te verschuiven een poort naar de Hel. Hij wordt naar binnen gezogen, door haken, kettingen en naalden gruwelijk verminkt en transformeert zo tot Pinhead (ook Bradley), leider van de Cenobites. Hij komt met zijn aanhang naar de Aarde, maar wordt uiteindelijk door Kirsty Cotton (Ashley Laurence) terug door de Lament Configuration gestuurd naar zijn deel van de Hel.

### Verhaal
Kirsty is na de ervaringen waarbij ze haar vader Larry verloor, opgenomen in het Channard Institute, een psychiatrische kliniek. Haar arts Kyle MacRae (William Hope) probeert haar te genezen van haar 'waanideeën'. Zij houdt niettemin vast aan haar verhalen over de Hel, de Cenobieten en dode mensen die terugkeren op Aarde door het bloed van levende mensen te absorberen en zo regenereren. Ze wil per se dat een gevonden bebloede matras wordt vernietigd, voordat haar stiefmoeder Julia (Clare Higgins) daardoor terugkeert uit de Hel. MacRae weet niet goed meer wat hij met Kirsty aan moet. In de kamer naast haar is Tiffany (Imogen Boorman) opgenomen. Dat is niet haar echte naam, maar de kliniek noemt haar zo omdat ze in de zes maanden dat ze er is geen woord heeft gesproken. Het enige dat ze hele dagen doet, is puzzles oplossen, waar ze extreem vaardig in is gebleken. Aan het hoofd van het Channard Institute staat hersenchirurg Philip Channard (Kenneth Cranham), die geheime ingrepen uitvoert bij zijn patiënten. Die zijn nadien standaard slechter af dan voor Channards sadistische experimenten.
Hoewel Channard net doet of hij Kirsty's verhalen ook als waanvoorstellingen ziet, is hij in het geheim zelf bezeten van het mysterie rondom de Lament Configuration. Hij laat met een list de bebloede matras bij zijn huis bezorgen en legt die in zijn studeerkamer. Daar bindt hij er een van zijn patiënten op vast. Channard geeft de man vervolgens een scalpel waarmee die de ingebeelde beestjes van zich af kan snijden. De matras raakt zo doordrenkt met vers bloed, genoeg voor Julia om erdoorheen te klauwen vanuit de Hel. Ze is nog huidloos, maar regenereert stukje bij beetje naarmate Channard haar meer slachtoffers brengt om zich mee te voeden. Kirsty krijgt intussen op haar kamer bezoek van een andere huidloze humanoïde uit de Hel. Deze schrijft met bloed op de muur I am in Hell, Help Me en verdwijnt weer. Voor haar is dit het teken dat haar vader nog levend in de Hel is en haar om hulp smeekt.
Dokter McRae vindt documenten van Channard waaruit blijkt dat die zich wel degelijk bloedserieus bezighoudt met de Lament Configuration. Hij haast zich naar Channards huis om hem te confronteren, maar wordt daar gedood door Julia. Channard zet vervolgens Tiffany aan de puzzeldoos en ziet hoe zij daarmee een poort naar de Hel opent. Julia neemt hem mee naar binnen om hem alles te laten zien, maar verraadt hem en laat Channard omtransformeren tot Cenobiet door haar eigenlijke meester, Leviathan, Lord of the Labyrinth. Kirsty treft in Channards huis de doorgang naar de Hel aan en gaat samen met Tiffany naar binnen, in de hoop haar vader te vinden. Ze blijkt beetgenomen door haar oom Frank (Sean Chapman), die de eerdere dood van haar vader op zijn geweten heeft. Frank had er alleen niet op gerekend dat Julia wraak op hem zou nemen. Kirsty vlucht met Tiffany terug naar de kliniek, maar wordt gevolgd door Channard, die veranderd is in een extreem krachtige Cenobiet aan een tentakel van Leviathan. Kirsty kan de vier Cenobieten die eerder aan haar verschenen ervan overtuigen dat zij niet altijd zo geweest zijn, maar vroeger mensen waren die slachtoffer zijn geworden van de Lament Configuration. Als Channard dan Kirsty en Tiffany wil belagen keren de Cenobieten zich tegen hem. Channard is sterker dan hen en moordt hen een voor een uit, Pinhead is als laatste aan de beurt. Kirsty en Tiffany zijn ondertussen ontsnapt aan Channard en proberen de Hel door middel van de Lament Configuration te sluiten. Channard is hen gevolgd en probeert Tiffany aan Leviathan te offeren, maar wordt tegengehouden door Kirsty, die ondertussen de huid van Julia draagt. Tiffany grijpt haar kans om de Hel via de puzzeldoos te sluiten, maar wordt aangevallen door Channard. Een poging haar te doden mislukt, doordat hij met zijn 'messlangen' vast komt te zitten en zijn hoofd bij de kaken wordt losgescheurd van zijn lichaam door de zich terugtrekkende tentakel van Leviathan. Daarna slaagt Tiffany erin om de Hel te sluiten en ontsnapt ze aan het lot van de Lament Configuration.

## Rolverdeling
| Acteur              | Personage                                           |
| ------------------- | --------------------------------------------------- |
| Ashley Laurence     | Kirsty Cotton                                       |
| Imogen Boorman      | Tiffany                                             |
| Kenneth Cranham     | Dr. Philip Channard/Channard Cenobiet               |
| Clare Higgins       | Julia Cotton                                        |
| Deborah Joel        | "Huidloze" Julia                                    |
| William Hope        | Kyle MacRae                                         |
| Doug Bradley        | Pinhead (Hellraiser)/Hoofdinspecteur Elliot Spencer |
| Barbie Wilde        | Vrouwelijke Cenobiet                                |
| Simon Bamford       | Boterbal Cenobiet                                   |
| Nicholas Vince      | Praatgrage Cenobiet/Praatgrage Cenobiet II          |
| Angus MacInnes      | Rechercheur Moordzaken Bronson                      |
| Oliver Smith        | Mr. Browning/"Huidloze" Frank                       |
| Sean Chapman        | Oom Frank Cotton                                    |
| James Tillitt       | Officier Cortez                                     |
| Bradley Lavelle     | Officier Kucich                                     |
| Catherine Chevalier | Tiffany's moeder                                    |

## Achtergrond

### Productie
Clive Barker nam ook voor deze film de productie op zich. Tony Randel kreeg de regie toegewezen vanwege zijn eerdere samenwerking met Barker bij Hellraiser. Volgens Randell was de duistere toon van de film een afspiegeling van zijn eigen beeld van de wereld op dat moment.
De film zou eigenlijk een veel groter budget krijgen, maar door financiële onenigheid met New World Pictures werd dit zwaar ingekort. Nicholas Vince kreeg tijdens de opnames een ongeluk; een haak doorboorde zijn wang tijdens de scène waarin zijn personage aan een martelrek wordt gespietst.
Oliver Smith keerde terug in zijn rol van Skinless Frank.
Schotse acteur Kenneth Cranham beweert dat zijn kleinzoon, die groot fan was van Hellraiser, hem plagerig ertoe overhaalde de rol van Channard aan te nemen.
Eigenlijk zou dit de laatste film met Pinhead moeten worden. Julia zou volgens de plannen de hoofdfiguur in de reeks worden. Na de voltooiing van de productie realiseerden de producers zich dat Pinhead een stuk populairder was bij het publiek, dus werd hij tot hoofdfiguur gemaakt. Scenarioschrijver Peter Atkins kreeg een hoop haatbrieven van fans die niet te spreken waren over het feit dat de Dr. Channard Cenobite Pinhead en de andere Cenobites zo makkelijk kon doden.

### Ontvangst
Hellbound bracht $12.090.735 op in de Verenigde Staten en £980.503 in het Verenigd Koninkrijk, tegen een budget van $6.000.000.
Reacties van critici op de film waren gemengd. Een veel gehoord punt van kritiek was dat het verhaal naar achter werd geschoven ten gunste van meer geweld. Op Rotten Tomatoes scoort de film 47% aan goede beoordelingen.